# Pouillot à sourcils blancs
Abroscopus superciliaris
Espèce
Synonymes
- Abrornis superciliaris Blyth, 1859
(protonyme)

Statut de conservation UICN

 LC  : Préoccupation mineure
Le Pouillot à sourcils blancs (Abroscopus superciliaris) est une espèce d’oiseaux de la famille des Cettiidae.

## Répartition
Cette espèce vit au Bangladesh, au Bhoutan, au Brunei, au Cambodge, en Chine, en Inde, en Indonésie, au Laos, en Malaisie, au Myanmar, au Népal, en Thaïlande et au Vietnam.